# 重量分配
重量分配（英語：Weight Distribution）是指汽車的重量透過各個車輪施加於地面的情況。重量分配會影響汽車加速及減速的效果，以及對轉彎的操控。這效應由汽車運動導致的重量轉移造成，當中會影響輪胎抓地力的水平。重量分配亦包括汽車靜態時的重量分配。汽車的重量會使輪胎壓平，因此增加輪胎與地面的接觸面，這有助於汽車的加速和減速。不同種類的汽車有不同的重量分配設置，例如，直線加速賽的賽車會於後軸的前方處放置特定的的平衡物來對抗加速時產生的俯仰扭矩，令後車輪的牽引力最大化。
重量分配一般是指汽車前輪組及後輪組的重量比例，並使用百分比的方法表示。汽車的靜態重量分配可通過將秤放在輪胎下來量度。汽車的重量在不同的彎道上有不同的改變，因此可通過重量分配來描述這變化。這變化可稱為“重量轉移”或“負荷轉移”。

## 重量轉移及負荷轉移
負荷轉移（英語：Load transfer）一般用來描述汽車加速時，負荷施加於各輪上的狀況。汽車行業（三或四輪以上）也會使用“重量轉移”來描述這個概念，因此某程度上，兩詞是通用的。“負荷轉移”也是摩托車行業上經常使用的詞彙。
重量轉移（英語： Weight transfer）則用來描述，因車上的懸掛或負荷移動產生的重心轉移。這效應對摩托車的影響較大，對三或四輪以上的汽車影響則較小。
兩者主要的分別在於，負荷轉移是由於施加於汽車的力不均衡所致；重量轉移則是源於汽車的重心移動。（由於地球上的汽車皆受接近的重力影響，因此這裡“重心”及“質心”皆通用。）為了方便起見，以下皆會用重量轉移來描述兩種轉移。

## 重量及質量
（由於這裡指的質量是用來表達地球下的汽車質量，因此與重量一樣，可以用公斤、磅或公噸等單位表達）對於一輛擁有50:50重量配置的2000磅汽車而言，前輪組的重量為1000磅，後輪組的重量也為1000磅。靜態重量分配是指車上負載物的重量總和，包括引擎、座位、車架、乘客、以及輪胎本身的重量。

## 重量分配與重量轉移
重量分配和重量轉移的分別在於，重量分配同時表達汽車靜態及動態時的重量分配；重量轉移只表達汽車加速或減速時負載轉移的過程，因為在汽車處於靜止或等速時，重量轉移不會發生，這需要加速或減速時產生的外力產生。重量轉移的程度越大，一端損失的抓地力就越多，整體的抓地力就越失衡。為了維持整體的抓地力平衡，需要限制重量轉移的幅度。

## 重量分配與質心的關係
假如汽車的大部重量位於前軸上（例如前置引擎的汽車），汽車的質心會向前軸傾。當大部重量位於後軸上，汽車的質心會向後軸傾。質心也會受橫向的重量轉移影響，令質心會有輕微的左傾或右傾的現象。這些都視乎汽車本身的重量分配及車上駕駛者及乘客的位置。通過於現有的質心的前方或後方增加重量，從而改變質心的位置。對比前置引擎的汽車，後置引擎的汽車在剎車時各輪承受的負載更平均。通過調整汽車前後的剎車比例，可增加一端輪胎的抓地力，也可以減少一端輪胎鎖死的情況。
重量分配也受到汽車所在的地方影響，例如停在斜坡的汽車會有不同的靜態重量分配。引擎的位置是重量分配中一個重要因素，因為引擎是汽車中最重的部件，所以隨著汽車的發展，已經開發出各種引擎配置的汽車，其中最受廣泛應用的是前置引擎的汽車。有說法指只要為汽車的後端增加重量，便可以提升後輪胎的抓地力或汽車的過彎能力。但事實上，這只會對汽車直線加速及減速的能力有幫助，卻對汽車的過彎能力沒有幫助。注意的是，這裡指的是汽車的過彎能力（Cornering），即橫向加速（Lateral Acceleration），而非操控性（Handling），兩者意思各有不同。因為過彎能力要取決於汽車的偏航力矩（Yaw Moments）。

## 前置引擎
將引擎放在車前部分的好處是能提升載客空間。當汽車加速時，也可以為它提供較佳的重量分配。前置引擎 - 後輪驅動的汽車亦得益於它前置引擎的配置，使它比前置引擎 - 前輪驅動的車有更好的重量分配，因此較少發生轉向不足或轉向過度。但當遇上濕滑的路面時，前置引擎的車會較難控制，因為它們的後輪的沒有引擎的重量來維持其牽引力。前置引擎汽車亦比中置引擎的汽車有較高的轉動慣量，即汽車轉向時會較為穩定（傾向有對抗轉向的特性）。
前置引擎的缺點是，前輪驅動的配置對轉向有額外的要求。由於前輪同時承擔驅動和轉向兩種功能，負擔較重，所以當這類汽車的前輪加速越快，能用在過彎的抓地力就越少，這可能會導致轉向不足；而如果在彎中放開油門，可能會導致較輕的車尾轉向過度，因為重量的前移會使後輪的抓地力降低。

## 中置引擎
中置引擎配置的優勢在於它擁有較低的轉動慣量，即汽車會有較快的轉向反應，因此有較高操縱性。加上，由於偏航角動量越小，轉動慣量亦會變小，因此它容易導致轉向過度。中置引擎多見於高性能的汽車，例如各種跑車和賽車。雖然部分前置引擎 - 後輪驅動的汽車都是50:50的重量分配，但當他們的重量分佈於兩端時，都有較高的轉動慣量。中置引擎的另一個優點是，它的質量更好地平均分佈於各個輪胎上，使它的操控性質中性而自然。不過當這類汽車失去控制而發生旋轉，由於重心過低，駕駛者會難以救車。

## 後置引擎
後置引擎的配置是一種擁有潛在不穩定性的設計。其沈重的末端使這類汽車產生比前端更高的轉動慣量，導致汽車難以轉向，且減速時難以控制車身。後置引擎的汽車難以操控的原因是它的末端輪胎承受著更多的重量，所以當它減速或鬆開油門時，它的操控會傾向不穩定及轉向過度，甚至當汽車於直路剎車時發生輪胎抱死，亦會出現轉向過度的現象。尤其於剎車時，其轉動慣量會令遠離旋轉軸一端的車輪（一般是前方的轉向車輪）產生難以消除的側滑。對比重量沒那麼偏後的汽車，後置引擎的汽車更易產生側滑，而這些側滑更難為駕駛者所應付。
後置引擎的優點在於，它的驅動輪（位於後端）及轉向輪（位於前端）是彼此分開，因此不會像前置引擎 - 前輪驅動的汽車般，因前輪同時承擔驅動和轉向兩種功能，導致負苛太高而失去抓地力。它的前輪因此有更多的抓地力用來轉向，後輪在加速時亦因為它的重量獲得充足的牽引力。不過當加速過急時，過多的重量後移令汽車的前端過輕，使前輪沒法產生足夠牽引力，因而導致汽車轉彎時轉向不足。當汽車上坡時，後置引擎能也為汽車的後輪提供充足的牽引力，利於操控。

## 有關“前後軸50:50重量分配等於最佳操控”的說法
很多人理解的前後50:50配重，是把汽車從中間開始算，前後重量相同，其實不是。前後50:50配重通常指的是，在無風、靜止的水平面上，車輛空載，前軸和後軸載荷相等，四個輪子承受的重量也大致相當。由於前後50:50配重代表汽車的重量沒有偏向任何一方，所以理論上是一個很理想化的設定，但這說法這往往具有很大爭議，原因是：
一. 50:50重量分配不代表汽車會有良好的操控。50:50配重的情況可以有以下兩種，一是它的重量主要集中在前後軸之間，與中置引擎的配置相近；二是它的重量各自分佈在汽車的前端及後端。同樣是50:50的重量分配，前者擁有良好的操控性，後者的操控則好像鐘擺一樣搖擺不定。這證明對於汽車操控而言，重量（質量）的分配比重量（質量）的平衡重要。
二. 在真正在駕駛過程中，前後載荷幾乎很少是50:50。前後50:50的配重有4個前提：無風、靜止、水平、空載，這4個前提有任何一個打破，前後配重就會發生變化。假如不計風的因素，汽車恆速的運動也能維持配重的比例。可是現實就是，車輛總是要加速、減速和轉彎，這些都會引起不同向性和程度的重量轉移。
不同的動力佈局和驅動模式都可能影響配重，以前置引擎來說：引擎，變速箱等重量都壓在前輪兩側，自然避免不了車頭重車尾輕的現象，面對高速攻彎時，車頭的慣性比較高，那麼就容易出現「推頭」 轉向不足的問題。而前置前驅的架構無法避免這類現象，一致車商們將前置前驅的配重比例設定為 60：40，無疑讓運動表現大大折扣。至於中置後驅這類跑車，最容易實現 50：50 配重比例 ，只要做到前/後重量分佈集中，面對彎道時車輛的慣性擺動小，同時方向盤並不會被「壓死」，那麼就能實現靈活的駕駛，提升這部車的操控表現。
至於後置後驅的 Porsche 911，由於車輛全部重量集合在車尾，所以車輛重心往後， 當然也有好處那就是引擎在後方，同時轉動系統也是在後方，讓 911 擁有很直接/出色的加速效率。不過，這樣的架構缺點在於，重量在後方導致前輪的的緊貼性下降，影響在彎道時的轉向表現，所以 911 的配重比例設定在 40：60。一些賽車如F1不採用 50：50 配重比例的原因，是因為賽車必須長時間極限加速和剎車，同時還必須要計算空氣中的下壓力以及其他效應，而賽車的比例可是經過極精密的數據計算下整合出來的結果，事實證明大約45：55 才是最符合科學的配重比例。
1. 1 2 3  Rich, Opong. .   [2023-08-12]. （原始内容存档于2023-08-12）.
2. ↑  Tony, Scotti. .   [2023-08-12]. （原始内容存档于2023-08-12）.
3. ↑  . 2020-06-22  [2023-08-12]. （原始内容存档于2023-08-12）.
4. ↑  .   [2023-08-12]. （原始内容存档于2023-08-12）.
5. 1 2 3 4  .   [2023-08-12]. （原始内容存档于2023-05-28）.
6. 1 2  . 2020-10-22  [2023-08-12]. （原始内容存档于2023-08-12）.
7. ↑  Aaron, Bonk. . 2015-08-12  [2023-08-12]. （原始内容存档于2023-08-12）.
8. ↑  ROBERT, PEPPER. . 2016-11-14  [2023-08-12]. （原始内容存档于2023-08-12）.
9. ↑  .   [2023-08-12]. （原始内容存档于2023-08-02）.